# Натэй-Голенко, Анатолий Валерьевич
Анатолий Валерьевич Натэй-Голенко (род. 8 мая 1972 года) — российский пловец в ластах.
Мастер спорта международного класса по подводному спорту.

## Карьера
Подводным плаванием начал заниматься в 1985 году. Многократный победитель и призёр в соревнованиях по скоростному плаванию в ластах — кубок СССР, чемпионаты России, СССР, Европы и мира. Рекордсмен мира и Европы.
Тренеры — Е. Н. Рехсон, заслуженный тренер РСФСР, Зимовский, Пётр Анатольевич заслуженный тренер СССР.
6ти кратный чемпион мира среди юношей 1989 г., Венгрия, Дунайварош.
1. 50 м ныряние,
2. 100м с аквалангом
3. 100м в ластах
4. 200м в ластах
5. эстафета 4×100 м
6. эстафета 4×200 м

Принимал участие в чемпионатах мира. Четырёхкратный чемпион мира в эстафете. В индивидуальных выступлениях завоевал серебро.
- 1990 Италия, Рим
- 1992 Греция, Афины
- 1994 Китай, Дунгуань

Участник двух чемпионатов Европы. Четырёхкратный чемпион Европы в эстафете. В индивидуальных выступлениях завоевал два серебра и бронзу.
- 1991 Швеция, Гётеборг;
- 1993 Россия, Москва).

Судья международной категории по подводному спорту (плавание в ластах).